# Jesper Lindgren
Jesper Lindgren, född 19 maj 1997 i Umeå, är en svensk professionell ishockeyspelare som spelar för IF Björklöven i HockeyAllsvenskan i ishockey. Hans moderklubb är Tegs SK. Han vann guld med HPK i finska ligan 2019.